# 大力神星
大力神星（532 Herculina）是由德国天文学家马克斯·沃夫于1904年4月20日发现的主带小行星。它是人类历史上第一颗被认为带有卫星的小行星，但后继研究却没有发现卫星的踪迹。

## 发现和命名
大力神星是由马克斯·沃夫于1904年4月20日德国海德堡王座山天文台利用照相法发现的，临时编号为1904 NY。小行星的命名依据不明，可能是以神话人物赫丘利命名，也可能以某位女性的名字命名。马克斯·沃夫在那段时间发现的小行星都是以歌剧中的女高音角色命名，但Herculina这个名字并不对应任何一部歌剧。小行星532的中文译名采用第一种命名依据，将它翻译为大力神星。

## 物理特征
大力神星是木星轨道以内已知的第十八大小行星。
大力神星的光变曲线复杂，增加天文学家对它的研究特别是外型和自转方面研究的难度。在1982年对它的散斑干涉观测建立了一个简单的初步模型，认为大力神星的三条轴线可能是260×220×215千米。1985年对这一数据进行分析后认为它是一个非球形天体，拥有一个明亮的部分。而1987年的研究却认为它是一个球形天体，拥有两个围绕完全不同的极点旋转的黑暗区域。但一年后的热力学研究又推翻了这个观点，研究表明大力神星不可能是球形结构。到80年代末，研究者普遍达成共识，认为大力神星是一个具有高反射率或拥有特殊地形特征的三轴不同的小行星。
2002年由光度测量数据建立的模型表明大力神星并非球形天体，而是一个类似压扁的长方体的块状结构，或像研究者描述的那样——其外观类似“一个烤面包机”。这个分析表明大力神星和梅西尔德星（小行星253）一样，存在多个大的陨石坑，但反照率却不存在太大变化。大力神星三轴的比率大约为1:1.1:1.3，和1982年的结论类似。

## 卫星
大力神星是人类历史上第一颗被认为带有卫星的小行星。1978年，在对大力神星掩恒星SAO 120774进行研究后，科学家认为大力神星拥有一颗卫星。卫星的直径大约为45千米，在距离大力神星1000千米的轨道上围绕大力神星旋转。但1993年，哈勃太空望远镜对它进行详细的观察，却没有发现这颗卫星的存在。